# Jimmy Jansson (speedwayförare)
Jimmy Jansson, född 16 september 1980, är en svensk tidigare speedwayförare, har varit lagledare för Smederna från Eskilstuna.
Jansson tillhör en känd speedwayfamilj från Eskilstuna. Hans farfar Joel Jansson, pappa Bosse Jansson och farbror Tommy Jansson har samtliga vunnit framgångar som förare och ledare för Smederna. Jimmy var lagledare för Smederna från december 2009 till och med säsongen 2016, samt åter assisterande lagledare från 2019.
Till hans främsta framgångar med klubben som ledare hör segern i Division 1 2010, guld i Allsvenskan 2012, semifinal i Elitserien 2012, samt segern i Elitserien 2019.